# 1935 en chimie
Cet article présente les faits marquants de l'année 1935 en chimie.

## Évènements
- 26 juin : les biochimistes de l'Université Columbia Rudolf Schoenheimer et David Rittenberg communiquent au Journal of Biological Chemistry un article[1] sur leurs travaux en biologie moléculaire, première publication sur l'usage du marquage isotopique dans l'étude du métabolisme[2]. Ils utilisent le deutérium comme marqueur pour examiner le système de stockage des graisses du rat.
- 12 décembre : déclaration publique de Frédéric Joliot-Curie sur les transmutations nucléaires découvertes par Enrico Fermi, lors de la remise du Prix Nobel de chimie, qui lui a été attribué conjointement avec son épouse Irène Joliot-Curie : il évoque un dégagement d'énergie colossal[3],[4].
- Le physicien canadien Arthur Jeffrey Dempster découvre l'isotope U-235 de l'uranium, plus tard utilisé pour la bombe atomique[5].
- L'effet Baker-Nathan est décrit par John W. Baker et W. S. Nathan[6],[7],[8].

## Publications
- Victor Grignard, Traité de chimie organique, Paris, Masson, 1935, 500 p.

## Prix
- Prix Nobel de chimie : Frédéric Joliot-Curie et Irène Joliot-Curie en reconnaissance de leurs synthèses de nouveaux éléments radioactifs[9],[10].
- ACS Award in Pure Chemistry : Raymond Fuoss[11]
- Médaille Priestley :  William A. Noyes[12],[13],[14]
- Médaille Davy : Arthur Harden pour ses travaux remarquables en biochimie et surtout pour ses découvertes fondamentales dans la chimie de la fermentation alcoolique[15].
- Médaille Lavoisier de la Société chimique de France : Cyril Norman Hinshelwood[16],[17]
- Médaille William-H.-Nichols : Julius A. Nieuwland[18]

## Naissances
- 19 janvier : Augustus Owsley Stanley, chimiste américain.
- 24 février : Jean Rouxel (mort en 1998), chimiste français.
- 25 février : Oktay Sinanoğlu (mort en 2015), chimiste théoricien et biologiste moléculaire turc.
- 23 mars : Joseph Davidovits, chimiste français.
- 25 avril : Stephen Hanessian, chimiste et professeur québécois.
- 14 juillet[19],[20] : Ei-ichi Negishi, chimiste américain d'origine japonaise et corécipiendaire du prix Nobel de chimie de 2010 avec Richard Heck et Akira Suzuki[21],[9].
- 19 septembre : Jean-Claude Lorquet, professeur de chimie théorique belge.
- 14 novembre : Harry B. Gray, chimiste américain.
- 16 décembre : Ray Fuller (mort en 1996), biochimiste américain.

## Décès
- 21 mai : Marie Geelmuyden (née en 1856), chimiste norvégienne, enseignante et auteur de manuels scolaires.

- 7 juin : Sima Lozanić (né en 1847), chimiste serbe.
- 27 juin[22] : Nikodem Caro (né en 1871), industriel et chimiste allemand.
- 27 août : Otto Schott (né en 1851), chimiste et industriel spécialiste du verre allemand.
- 8 octobre[23] : Hans Tropsch (né en 1889), chimiste tchèque.
- 13 décembre[24] : Victor Grignard (né en 1871), chimiste français, prix Nobel de chimie en 1912[25].